# Jenseits der Spree
Jenseits der Spree ist eine deutsche Krimiserie mit Jürgen Vogel und Aybi Era in den Hauptrollen.
Die einzelnen Episoden bauen zwar in der horizontalen Erzählung aufeinander auf, jedoch beinhaltet jede Folge eine abgeschlossene Geschichte.
Die erste Staffel wurde bis Mai 2021 im Auftrag des ZDF vom Studio Zentral in Berlin und Umgebung produziert.
Die ZDF-Redaktion bezeichnete Jenseits der Spree als einen neuen Freitagskrimi, der „die Tradition der bestehenden Formate wahrt, zugleich aber neue Impulse setzt“.
Im Mittelpunkt der Krimiserie steht das Kommissariat im Berliner Stadtteil Köpenick, das ein neues und ungewöhnliches Team präsentiert: Der ehemalige Kriminalhauptkommissar Robert Heffler (Jürgen Vogel), alleinerziehender Vater dreier Töchter, hat sich vor drei Jahren aus persönlichen Gründen vom Kriminaldauerdienst aus einem Brennpunktbezirk als Disponent nach Berlin-Köpenick versetzen lassen.

## Besetzung
| Schauspieler      | Rollenname          | Zeitraum | Bemerkungen                          |
| ----------------- | ------------------- | -------- | ------------------------------------ |
| Jürgen Vogel      | Robert Heffler      | 1.1–     | Kriminalhauptkommissar               |
| Seyneb Saleh      | Kay Freund †        | 1.1–2.1  | Kriminalhauptkommissarin             |
| Aybi Era          | Mavi Neumann        | 2.2–     | Kriminalhauptkommissarin             |
| Elisabeth Baulitz | Katharina Koblinski | 1.1–     | Dezernatsleiterin, Affäre von Robert |
| Oleg Tikhomirov   | Simon Asmus †       | 1.1–4.8  | Kriminalkommissar                    |
| Nebenbesetzung    |                     |          |                                      |
| Schauspielerin    | Rollenname          | Zeitraum | Bemerkungen                          |
| Lea Zoë Voss      | Carlotta Heffler    | 1.1–     | Tochter von Robert                   |
| Luna Jordan       | Stella Heffler      | 1.1–     | Tochter von Robert                   |
| Bella Bading      | Emmi Heffler        | 1.1–     | Tochter von Robert                   |
| Anna Müller       | Veronika Schäfer    | 1.3–     | Rechtsmedizinerin                    |
| Bernd Hölscher    | Henri Menke         | 4.6–     | Stiefvater von Mavi                  |

## Episodenliste

### Staffel 1
| Nr. (ges.) | Nr. (St.) | Originaltitel   | Erstausstrahlung | Regie            | Drehbuch                       | Zuschauer          |
| ---------- | --------- | --------------- | ---------------- | ---------------- | ------------------------------ | ------------------ |
| 1          | 1         | Blutsbande      | 24. Sep. 2021    | Marcus Ulbricht  | Felix Benesch                  | 5,27 Mio. (20,1 %) |
| 2          | 2         | Tunnelblick     | 1. Okt. 2021     | Marcus Ulbricht  | Stefan Rogall                  | 5,36 Mio. (19,7 %) |
| 3          | 3         | Untiefen        | 8. Okt. 2021     | Neelesha Barthel | Regine Bielefeldt, Maike Rasch | 5,21 Mio. (19,0 %) |
| 4          | 4         | Der letzte Trip | 15. Okt. 2021    | Neelesha Barthel | Stefan Rogall                  | 5,14 Mio. (18,8 %) |

### Staffel 2
| Nr. (ges.) | Nr. (St.) | Originaltitel       | Erstausstrahlung | Regie               | Drehbuch                          | Zuschauer          |
| ---------- | --------- | ------------------- | ---------------- | ------------------- | --------------------------------- | ------------------ |
| 5          | 1         | Alleingang          | 7. Okt. 2022     | Christoph Ischinger | Klaus Wolfertstetter              | 5,08 Mio. (19,4 %) |
| 6          | 2         | Zwischen den Welten | 14. Okt. 2022    | Christoph Ischinger | Etienne Heimann                   | 5,68 Mio. (20,9 %) |
| 7          | 3         | Wertstoff           | 21. Okt. 2022    | Ziska Riemann       | Mario Sixtus                      | 5,49 Mio. (20,5 %) |
| 8          | 4         | Tommy               | 28. Okt. 2022    | Ziska Riemann       | Anke Winschewski, Etienne Heimann | 5,48 Mio. (21,1 %) |
| 9          | 5         | Mutterliebe         | 4. Nov. 2022     | Marcus Ulbricht     | Andreas Dirr, Maike Rasch         | 5,27 Mio. (19,2 %) |
| 10         | 6         | Toxisch             | 11. Nov. 2022    | Marcus Ulbricht     | Etienne Heimann                   | 5,44 Mio. (20,2 %) |

### Staffel 3
| Nr. (ges.) | Nr. (St.) | Originaltitel  | Erstausstrahlung | Regie            | Drehbuch        | Zuschauer          |
| ---------- | --------- | -------------- | ---------------- | ---------------- | --------------- | ------------------ |
| 11         | 1         | Du bist mein   | 13. Okt. 2023    | Neelesha Barthel | Etienne Heimann | 5,00 Mio. (20,5 %) |
| 12         | 2         | Melanie        | 20. Okt. 2023    | Neelesha Barthel | Mario Sixtus    | 5,26 Mio. (20,7 %) |
| 13         | 3         | In den Flammen | 27. Okt. 2023    | Neelesha Barthel | Antoine Dengler | 5,26 Mio. (20,7 %) |
| 14         | 4         | Einsam sterben | 3. Nov. 2023     | Marcus Ulbricht  | Etienne Heimann | 4,90 Mio. (18,9 %) |
| 15         | 5         | Spurlos        | 10. Nov. 2023    | Marcus Ulbricht  | Etienne Heimann | 5,14 Mio. (19,2 %) |
| 16         | 6         | Adrenalin      | 17. Nov. 2023    | Marcus Ulbricht  | Etienne Heimann | 5,64 Mio. (21,9 %) |

### Staffel 4
| Nr. (ges.) | Nr. (St.) | Originaltitel          | Erstausstrahlung | Regie               | Drehbuch                          | Zuschauer          |
| ---------- | --------- | ---------------------- | ---------------- | ------------------- | --------------------------------- | ------------------ |
| 17         | 1         | Letzte Rettung         | 15. Nov. 2024    | Christoph Ischinger | Andreas Brune, Sven Frauenhoff    | 4,83 Mio. (19,8 %) |
| 18         | 2         | Abserviert             | 22. Nov. 2024    | Eva Marel Jura      | Etienne Heimann                   | 5,12 Mio. (19,8 %) |
| 19         | 3         | Tod in der Königsheide | 29. Nov. 2024    | Eva Marel Jura      | Rebecca Mahnkopf                  | 4,76 Mio. (20,5 %) |
| 20         | 4         | Ganz nah               | 6. Dez. 2024     | Eva Marel Jura      | Linus Foerster                    | 4,70 Mio. (19,2 %) |
| 21         | 5         | Invasion               | 13. Dez. 2024    | Christoph Ischinger | Etienne Heimann                   | 5,17 Mio. (20,9 %) |
| 22         | 6         | Aus dem Takt           | 20. Dez. 2024    | Christoph Ischinger | Antoine Dengler, Etienne Heimann  | 4,73 Mio. (17,9 %) |
| 23         | 7         | Was damals war         | 20. Dez. 2024    | Christoph Ischinger | Anne Katrin Mascher, Krystof Hybl | 4,23 Mio. (16,7 %) |
| 24         | 8         | Dunkelfeld (1) 1       | 27. Dez. 2024    | Christoph Ischinger | Etienne Heimann                   | 6,33 Mio. (25,5 %) |

## Kritik
In der Medienkorrespondenz äußerte sich Manfred Riepe 2021 wenig begeistert über die Serie. Sie komme „nicht über uninspiriertes Mittelmaß hinaus“, ihre Geschichten muteten schematisch an. Die Hauptfigur Robert Heffler vereine nahezu alle Klischees des Krimi-Genres in sich. Der „Balanceakt zwischen komödiantischen Elementen und spannungsgeladener Ermittlungsarbeit“ funktioniere nicht wirklich. Die Inszenierung sei unoriginell und ähnele „fließbandmäßig produzierten Vorabendkrimis“.
Rainer Tittelbach sah das auf seiner Seite tittelbach.tv 2022 anders, er gab den ersten vier Folgen 4½ von 6 möglichen Sternen und führte aus: „Berlin-Krimi mit Kleinstadt-Flair, so der erste Eindruck nach den ersten vier einstündigen Episoden der neuen ZDF-Freitagskrimi-Reihe ‚Jenseits der Spree‘ (Studio Zentral). Köpenick macht’s möglich. Die Schauplätze abwechslungsreich, die Locations entsprechend telegen, die Milieus vielfältig. Die typische Struktur einstündiger Krimi-Plots, die nach einem Mörder suchen, bleibt in der Serie erhalten; die Whodunits machen aber mehr Spaß als in anderen vergleichbaren Serien. Das liegt an den kompakten Plots & den dramaturgischen Variationen, vor allem aber an den kleinen Momenten, dem Zwischenmenschlichen, der unverstellten, liebenswerten Art der Kommunikation. Da spätestens kommen die Schauspieler ins Spiel. Jürgen Vogel als alleinerziehender Vater und Bulle, der gern ermittelt, dem seine Töchter aber über alles gehen, und Seyneb Saleh, die Entdeckung der Serie (endlich, nach elf Jahren), sind ein Traumgespann. Hier wird nicht nur ermittelt, die Zwischentöne machen die Musik.“